# Nikonchronik

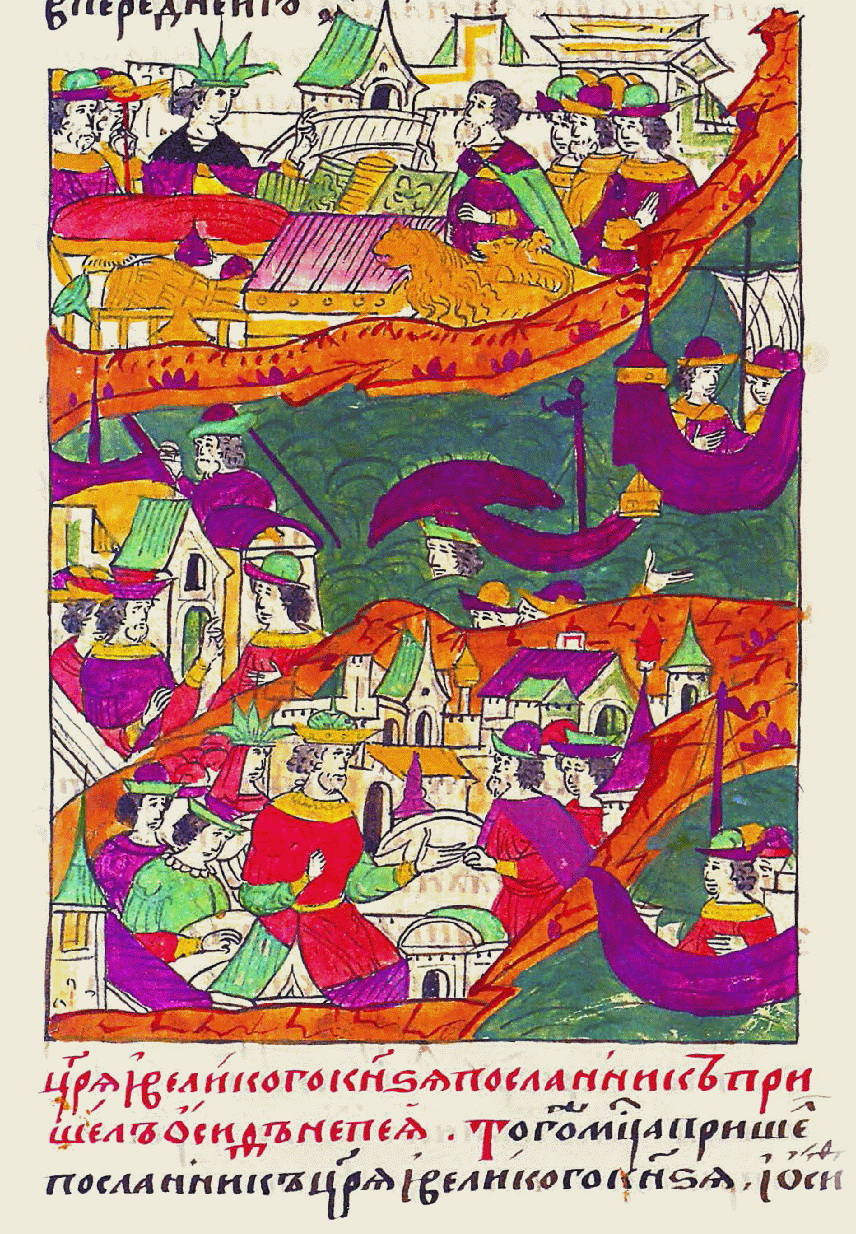
Nikonchronik

Die Nikonchronik (russisch Никоновская летопись Nikonowskaja letopis) ist eine altrussische Chronik aus dem 16. Jahrhundert.

## Entstehung
Der erste Teil der Chronik entstand um 1526/30. Sie wurde ergänzt bis um 1575. 1637 wurde eine neue Redaktion angefertigt.

## Inhalt
Die Nikonchronik beschreibt die Geschichte Russlands von der Kiewer Rus bis 1558. Sie enthält zahlreiche Episoden und Informationen, die in anderen altrussischen Chroniken nicht erwähnt wurden. Nikolai Karamsin verwendete sie in der Geschichte des russischen Staates nur in separaten Fußnoten.